# Kvisseltjärnarna (Ovikens socken, Jämtland, 697633-138249)
Kvisseltjärnarna är en sjö i Bergs kommun i Jämtland och ingår i Ljungans huvudavrinningsområde.